# Die Taverne von New Orleans
Die Taverne von New Orleans ist ein Spielfilm aus dem Jahr 1951, der in US-amerikanisch-französischer Co-Produktion entstand. Der Abenteuerfilm wurde von William Marshall mit Errol Flynn, Micheline Presle und Vincent Price in den Hauptrollen inszeniert und von Silver Films in Zusammenarbeit mit Les Films Corona produziert.

## Handlung
New Orleans, 1860. Die Kreolin Léa Mariotte arbeitet als Magd im Haushalt der wohlhabenden Cynthia Winthrop. Cynthias herzlose Äußerung über ihre Mutter, die vor einigen Jahren gehängt wurde, bringt Léa so in Rage, dass sie eine Vase zerbricht. Ihre Tante Jesebel stachelt sie zusätzlich auf mit der Bemerkung, dass Leute wie die Mariottes das gute Blut in sich haben, während die Winthrops nur wegen ihres Reichtums zu Ansehen gekommen sind. In Abwesenheit der Winthrops geben Léa und Jesebel eine Party für ihre kreolischen Freunde. Die ausgelassene Feier wird von George Brissac unterbrochen. Der ehemalige Liebhaber Léas ist mit Cynthia verlobt. Zum Ärger von Philippe, dem Diener der Winthrops und Léas Verehrer, küsst George seine ehemalige Freundin. Eifersüchtig stürzt sich Philippe auf George, wird aber von der entsetzten Léa mit einem Gehstock niedergeschlagen. Der Schlag ist so unglücklich ausgeführt, dass Philippe stirbt. George beruhigt die aufgebrachte Léa, doch als er kurze Zeit später mit dem Polizeikommissar Germain zurückkehrt, beschuldigt er sie des Mordes an Philippe. Léa wird verhaftet, was Georges Onkel Henri, der als Geschäftsmann das Unternehmen der Familie Fabian leitet, derart aufbringt, dass er droht, George zu enterben, sollte ein Skandal entstehen.
Michael Fabian ist Kapitän eines Schiffes, seitdem seine Familie das Unternehmen an die Brissacs verloren hat. In New Orleans angelandet hört er von Léas Festnahme. Emil, ein Angestellter der Brissacs, beauftragt ihn mit einer Lieferung von Schießpulver in den Norden und informiert ihn über die wahren Umstände von Léas Verhaftung. Während der Verhandlung erklärt Michael dem Richter, einem Brissac, dass er die Familie mit der Tat in Verbindung bringen werde, sollte Léa nicht freigelassen werden. Zudem erpresst er George und kauft mit dem Geld die Taverne Pierrot für Léa, die wiederum seinem Werben widersteht und ihm vielmehr seine Taschenuhr stiehlt. Am Vorabend seiner Hochzeit mit Cynthia wird George in die Taverne gelockt. Léa überzeugt ihn, mit ihr auf ein Zimmer zu gehen. Kurz darauf platzt Onkel Henri ins Zimmer und erwischt seinen Neffen in einer Umarmung mit Léa. George erwürgt seinen Onkel und beseitigt mit Léas Hilfe die Leiche. Léa erpresst George, der an Stelle von Cynthia nun sie heiraten soll.
Nach der Hochzeit ist Léa endlich Herrin über das Anwesen der Brissacs. Doch Georges Hass, die Ablehnung der Gesellschaft und Michaels Enttäuschung machen ihr Leben unglücklich. Sie besucht Michael auf seinem Schiff, der sie zuerst über Bord werfen will, sie dann aber doch küsst. George findet zur gleichen Zeit Michaels Taschenuhr in Léas Schlafzimmer. Auf Georges Hinweise hin sucht Germain nach Henris Leiche. Als er fündig wird, entdeckt er Michaels Uhr bei der Leiche. Michael wird verhaftet, doch der ängstliche George engagiert einige zwielichtige Gestalten, die Michael lynchen sollen. Léa erinnert sich an einen alten Tunnel unter dem Gefängnis und schickt Jesebel, Michael zur Flucht zu verhelfen, während sie zu Michaels Schiff eilt. Mittlerweile hat sich ein Lynchmob versammelt, der die Herausgabe Michaels fordert. Dieser kann mit Jesebels Hilfe entkommen, wobei Jesebel von dem Mob erschossen wird. Michael wird bis zum Schiff verfolgt. George veranlasst die Verfolger, ihre Fackeln auf das mit Schießpulver beladene Schiff zu schleudern. Michel verwickelt George in einen Kampf und ertränkt ihn. Léa kommt beim Schiff an und ruft Michaels Namen. In diesem Moment explodiert das Schießpulver. Léa stirbt in Michaels Armen.

## Produktion

### Hintergrund
Gedreht wurde der Film von Anfang August bis Ende Oktober 1950 in Frankreich, u. a. in Paris und Nanterre sowie in den Paris Studios Cinéma in Billancourt und in den Studios de la Victorine in Nizza.
Hauptdarsteller Errol Flynn, der erstmals ein Drehbuch verfasste, beteiligte sich mit seiner Produktionsgesellschaft, die er zusammen mit William Marshall gegründet hatte, an der Finanzierung des Filmprojekts. Die französische Gesellschaft Corona Films steuerte 350.000 Dollar bei (2023: ca. 4,4 Millionen Dollar).
Der Regiedebütant Marshall verletzte einige französische Gesetze. So begann er mit den Dreharbeiten ohne Erlaubnis. Dazu ignorierte er die Anweisung, dass jeder in Frankreich gedrehte ausländische Film zusätzlich in einer französischen Version zu filmen ist.
Warner Bros., bei denen Flynn unter Vertrag stand, wertete Flynns Beteiligung als Vertragsbruch.
Ursprünglich war Robert Florey als Regisseur verpflichtet worden. In den Produktionsunterlagen war er auch bis zum 22. September 1950 als Regisseur aufgelistet. Marshall hatte Florey als Regieassistent und als Regisseur für eine französische Version vorgesehen. Seine Unerfahrenheit brachte Marshall dazu, mit Florey als Berater ohne Nennung zu arbeiten. Für Florey, der täglich an den Sets anwesend war, war es die letzte Arbeit an einem abendfüllenden Spielfilm.

### Stab
Max Douy und Eugène Lourié waren für das Szenenbild zuständig, Arlington Valles für die Kostüme. Marcel Grignon war als Kameratechniker dabei, Walter Limot als Standfotograf.

## Veröffentlichung
Die französische Premiere des Films fand am 21. März 1951 statt. Der US-Start erfolgte am 6. Oktober 1951. In der Bundesrepublik Deutschland kam er am 14. März 1952 in die Kinos, in Österreich im Juli 1952.

## Kritiken
Das Lexikon des internationalen Films schrieb: „Ein eher gekünstelt wirkender Abenteuerfilm, der sich aus Versatzstücken früherer Filme mit Errol Flynn zusammensetzt, ohne Neues und Originelles hinzuzufügen.“
Der Kritiker der The New York Times beschrieb den Film als absurdes, zum Gähnen anregendes Kuddelmuddel aus Romantik, Intrigen und verwegenen Kapriolen.
Der Kritiker des TV Guide sah eine von Flynns schwachen Arbeiten zum Ende seiner Karriere hin und ein weiteres finanzielles Desaster für den großen Draufgänger.